# Ardisàs
Ardisàs (en francès Ardizas) és un municipi francès situat al departament del Gers i a la regió d'Occitània.

## Geografia

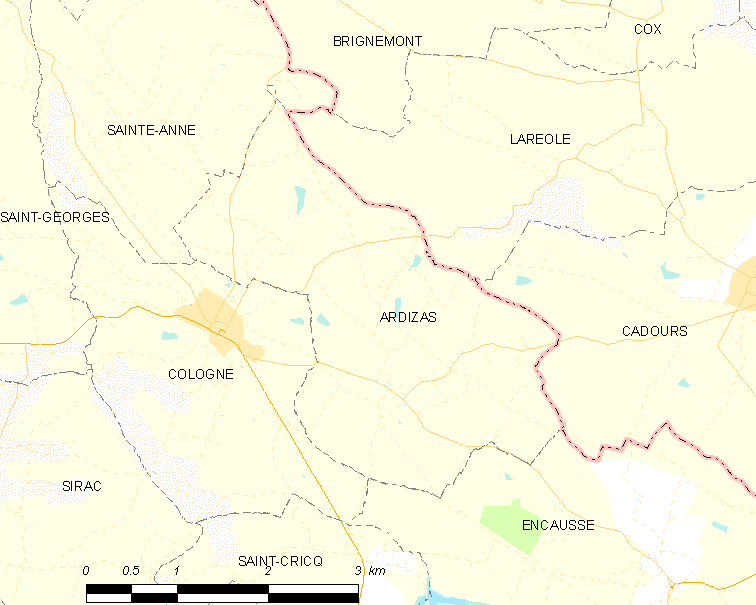
Mapa de la comuna de Ardisàs

## Administració i política
Alcaldes
| Període | Identitat     | Partit        |
| ------- | ------------- | ------------- |
| 2001-   | Roger Lagarde | Divers droite |

## Demografia
| 1962                                       | 1968 | 1975 | 1982 | 1990 | 1999 | 2006 |
| ------------------------------------------ | ---- | ---- | ---- | ---- | ---- | ---- |
| 147                                        | 106  | 92   | 120  | 127  | 122  | 178  |
| Des de 1962: població sense dobles comptes |      |      |      |      |      |      |